# Superior Dome

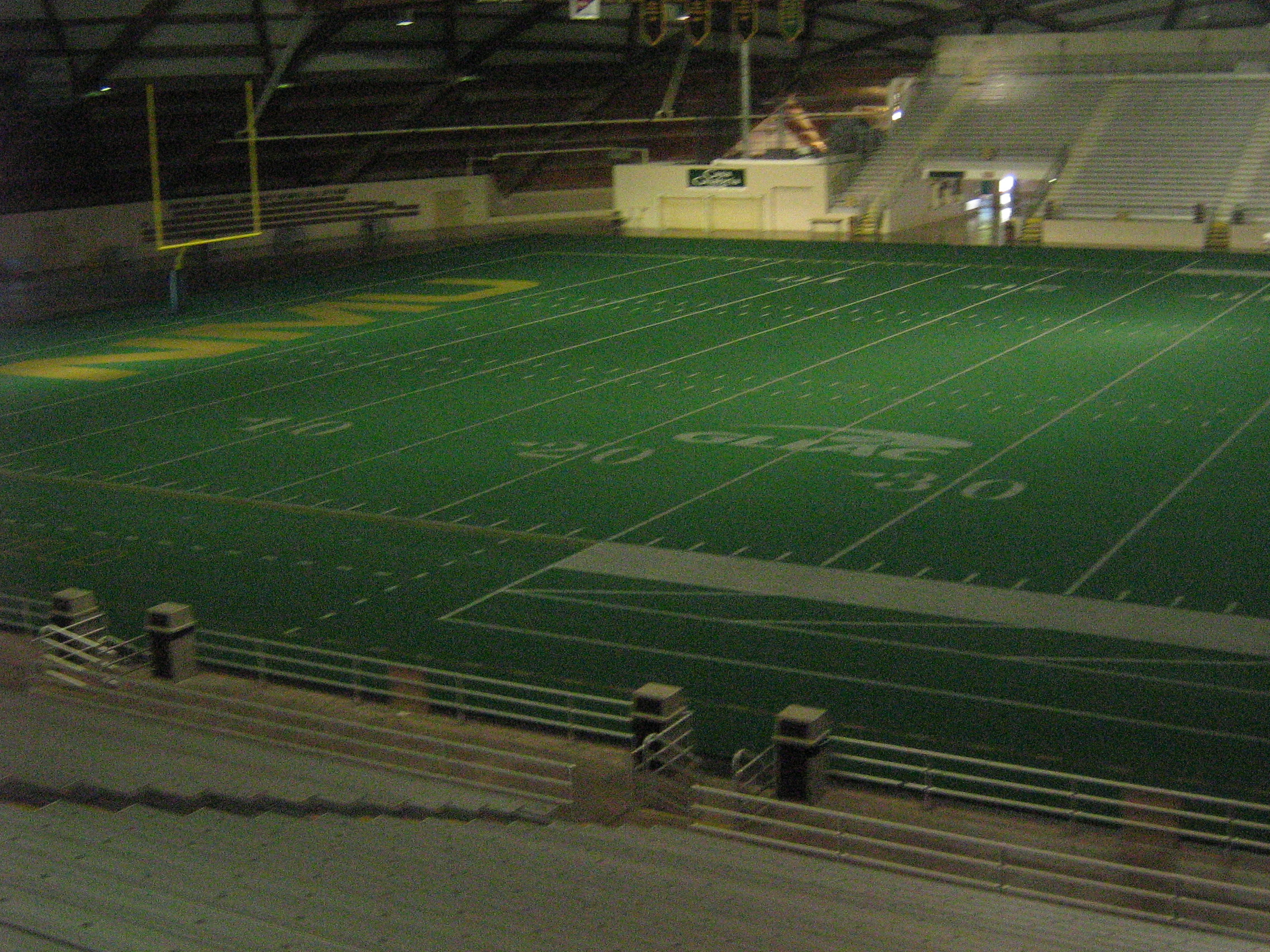
Vista interior

La Superior Dome abrió sus puertas el 14 de septiembre de 1991 como la mayor cúpula de madera del mundo. Alberga un estadio en el campus de la Northern Michigan University en Marquette, Michigan. El equipo de fútbol americano Northern Michigan Wildcats juega aquí sus partidos como local, y también alberga todo tipo de acontecimientos tanto universitarios como de la comunidad. 
La cúpula alcanza una altura de 14 pisos y abarca en su interior una superficie de 21.000 m² (5,1 acres). Construida en forma de cúpula geodésica, tiene capacidad para 8.000 personas sentadas, y puede llegar a albergar hasta 16.000. Tiene un diámetro de 163,4 m y está construida pensando en el extremo e impredecible tiempo que azota la ciudad en invierno, debido a su localización en la costa sur del Lago Superior.
La construcción se completó en dos fases. La fase I finalizó en agosto de 1991 y consistía en la construcción de la estructura. La fase II, completada en mayo de 1995, añadió vestuarios,oficinas, salas de reuniones y tiendas. La fase I fue costeada enteramente por el Estado de Míchigan, mientras que la fase II (apenas 2,1 millones de dólares) se costeó con donaciones privadas y préstamos.
El terreno de juego está hecho de una superficie artificial retráctil, y debajo de ella una superficie de juego sintética que aloja tres canchas de baloncesto/voleibol, dos de tenis y una pista de atletismo de 200 metros. Se tarda 30 minutos en quitar por completo la alfombra de césped artificial, proceso monitoreado por ordenador. 
El primer partido fue  contra Indianápolis, con victoria local 31-20.
En la Superior Dome tienen lugar eventos como ferias comerciales, convenciones, conferencias, banquetes, la competición/exhibición Upper Peninsula "Band Day" o la ceremonia de apertura del curso universitario, entre otros.

## Visitas presidenciales
El expresidente George W. Bush celebró un mitin presidencial en la Superior Dome durante la Campaña Presidencial de 2004.